# FA Premier League 2011-12
La FA Premier League 2011/12 va ser la vintena temporada de la màxima divisió anglesa, des de la seva creació el 1992.
Un total de 20 equips van participar en la competició, que incloïa 17 equips de la temporada anterior i 3 de provinents de la Football League Championship 2010/11. El Manchester United era el campió defensor, havent guanyat el seu dinovè títol de lliga (12 des de la creació de la Premier League).
Aquesta temporada es va jugar en dos països: Anglaterra i Gal·les (degut a l'ascens del Swansea City gal·lès).

## Equips participants

### Ascensos i descensos
| Pos. | de Premier League       |
| ---- | ----------------------- |
| 18è  | Bolton Wanderers        |
| 19è  | Blackburn Rovers        |
| 20è  | Wolverhampton Wanderers |

| Pos. | de League Championship     |
| ---- | -------------------------- |
| 1r   | Reading FC                 |
| 2n   | Southampton                |
| 3r   | West Ham United (promoció) |

### Informació dels equips
Clubs participants de la Premier League 2011/12:
| Club                    | Ciutat              | Entrenador                 | Estadi            | Aforament |
| ----------------------- | ------------------- | -------------------------- | ----------------- | --------- |
| Arsenal                 | Londres             | Arsène Wenger              | Emirates Stadium  | 60.355    |
| Aston Villa             | Birmingham          | Alex McLeish               | Villa Park        | 42.788    |
| Blackburn Rovers        | Blackburn           | Steve Kean                 | Ewood Park        | 31.367    |
| Bolton Wanderers        | Bolton              | Owen Coyle                 | Reebok Stadium    | 28.723    |
| Chelsea FC              | Londres             | Roberto Di Matteo (interí) | Stamford Bridge   | 42.055    |
| Everton                 | Liverpool           | David Moyes                | Goodison Park     | 40.157    |
| Fulham FC               | Londres             | Martin Jol                 | Craven Cottage    | 25.700    |
| Liverpool FC            | Liverpool           | Kenny Dalglish             | Anfield Road      | 45.276    |
| Manchester City         | Manchester          | Roberto Mancini            | Etihad Stadium    | 47.726    |
| Manchester United       | Manchester          | Sir Alex Ferguson          | Old Trafford      | 76.957    |
| Newcastle United        | Newcastle upon Tyne | Alan Pardew                | St. James' Park   | 52.387    |
| Norwich City            | Norwich             | Paul Lambert               | Carrow Road       | 26.034    |
| Queens Park Rangers     | Londres             | Mark Hughes                | Loftus Road       | 19.148    |
| Stoke City              | Stoke-on-Trent      | Tony Pulis                 | Britannia Stadium | 28.383    |
| Sunderland              | Sunderland          | Martin O'Neill             | Stadium of Light  | 49.000    |
| Swansea City            | Swansea             | Brendan Rodgers            | Liberty Stadium   | 20.532    |
| Tottenham Hotspur       | Londres             | Harry Redknapp             | White Hart Lane   | 36.240    |
| West Bromwich Albion    | West Bromwich       | Roy Hodgson                | The Hawthorns     | 26.500    |
| Wigan Athletic          | Wigan               | Robert Martínez            | DW Stadium        | 25.138    |
| Wolverhampton Wanderers | Wolverhampton       | Terry Connor (interí)      | Molineux Stadium  | 29.303    |

### Canvis d'entrenadors
| Equip                   | Entrenador (jornades)                                               |
| ----------------------- | ------------------------------------------------------------------- |
| Sunderland              | Steve Bruce (1-13) · Martin O'Neill (14-?)                          |
| Queens Park Rangers     | Neil Warnock (1-20) · Mark Hughes (21-?)                            |
| Wolverhampton Wanderers | Mick McCarthy (1-25) · Terry Connor (interí) (25-?)                 |
| Chelsea                 | André Villas-Boas (1-27) · Roberto Di Matteo (2n entrenador) (27-?) |

## Equips perregió

### Anglaterra
| Regió                  | Núm. | Equips                                                                                     |
| ---------------------- | ---- | ------------------------------------------------------------------------------------------ |
| Nord-Oest d'Anglaterra | 7    | Blackburn, Bolton, Everton, Liverpool, Manchester City, Manchester United i Wigan Athletic |
| Gran Londres           | 5    | Arsenal, Chelsea, Fulham, Tottenham i Queens Park Rangers                                  |
| Midlands de l'Oest     | 4    | Aston Villa, Stoke City, West Bromwich Albion i Wolverhampton Wanderers                    |
| Nord-Est d'Anglaterra  | 2    | Newcastle United i Sunderland                                                              |
| Est d'Anglaterra       | 1    | Norwich City                                                                               |

### Gal·les
| Regió               | Núm. | Equips       |
| ------------------- | ---- | ------------ |
| Glamorgan de l'Oest | 1    | Swansea City |

## Classificació
Actualitzat el 13 de maig de 2012. Font: «Barclays Premier League Table». Arxivat de l'original el 2016-05-16. [Consulta: 15 maig 2012].
| Pos | Equip                   | PJ | G  | E  | P  | GF | GC | Dif | Pts |
| --- | ----------------------- | -- | -- | -- | -- | -- | -- | --- | --- |
| 1   | Manchester City         | 38 | 28 | 5  | 5  | 93 | 29 | 64  | 89  |
| 2   | Manchester United       | 38 | 28 | 5  | 5  | 89 | 33 | 56  | 89  |
| 3   | Arsenal                 | 38 | 21 | 7  | 10 | 74 | 49 | 25  | 70  |
| 4   | Tottenham               | 38 | 20 | 9  | 9  | 66 | 41 | 25  | 69  |
| 5   | Newcastle United        | 38 | 19 | 8  | 11 | 56 | 51 | 5   | 65  |
| 6   | Chelsea FA              | 38 | 18 | 10 | 10 | 65 | 46 | 19  | 64  |
| 7   | Everton                 | 38 | 15 | 11 | 12 | 50 | 40 | 10  | 56  |
| 8   | Liverpool CL            | 38 | 14 | 10 | 14 | 47 | 40 | 7   | 52  |
| 9   | Fulham                  | 38 | 14 | 10 | 14 | 48 | 51 | -3  | 52  |
| 10  | West Bromwich Albion    | 38 | 13 | 8  | 17 | 45 | 52 | -7  | 47  |
| 11  | Swansea City            | 38 | 12 | 11 | 15 | 44 | 51 | -7  | 47  |
| 12  | Norwich City            | 38 | 12 | 11 | 15 | 52 | 66 | -14 | 47  |
| 13  | Sunderland              | 38 | 11 | 12 | 15 | 45 | 46 | -1  | 45  |
| 14  | Stoke City              | 38 | 11 | 12 | 15 | 36 | 53 | -17 | 45  |
| 15  | Wigan Athletic          | 38 | 11 | 10 | 17 | 42 | 62 | -20 | 43  |
| 16  | Aston Villa             | 38 | 7  | 17 | 14 | 37 | 53 | -16 | 38  |
| 17  | Queens Park Rangers     | 38 | 10 | 7  | 21 | 43 | 66 | -23 | 37  |
| 18  | Bolton Wanderers        | 38 | 10 | 6  | 22 | 46 | 77 | -31 | 36  |
| 19  | Blackburn Rovers        | 38 | 8  | 7  | 23 | 48 | 78 | -30 | 31  |
| 20  | Wolverhampton Wanderers | 38 | 5  | 10 | 23 | 40 | 82 | -42 | 25  |

- CL Campió de la Copa de la Lliga d'Anglaterra 2011-12.
- FA Campió de la FA Cup 2011-12.
- Descens a la Football League Championship 2012-13

J: partits jugats; G: partits guanyats; E: partits empatats; P: partits perduts; GF: gols a favor;
 GC: gols en contra; DG: diferència de gols; Pts: punts

|  | Campió de la Premier League i en zona de classificació a la fase de grups de la Lliga de Campions de la UEFA 2012-2013. |
|  | En zona de classificació a la fase de grups de la Lliga de Campions de la UEFA 2012-2013                                |
|  | En zona de classificació a la cuarta ronda de la Lliga de Campions de la UEFA 2012-2013                                 |
|  | En zona de classificació a la fase de grups de la UEFA Europa League 2012-2013.                                         |
|  | En zona de classificació a la cuarta ronda de la UEFA Europa League 2012-2013.                                          |
|  | En zona de classificació a la tercera ronda de la UEFA Europa League 2012-2013.                                         |
|  | En zona de descens a la Football League Championship 2012-13                                                            |

### Evolució de les posicions
| Equip / Data  | 01  | 02  | 03  | 04  | 05  | 06  | 07  | 08  | 09  | 10  | 11  | 12  | 13  | 14  | 15  | 16  | 17  | 18  | 19  |
| ------------- | --- | --- | --- | --- | --- | --- | --- | --- | --- | --- | --- | --- | --- | --- | --- | --- | --- | --- | --- |
| Man. City     | 1r  | 1r  | 2n  | 2n  | 2n  | 2n  | 2n  | 1r  | 1r  | 1r  | 1r  | 1r  | 1r  | 1r  | 1r  | 1r  | 1r  | 1r  | 1r  |
| Man. Utd.     | 4t  | 2n  | 1r  | 1r  | 1r  | 1r  | 1r  | 2n  | 2n  | 2n  | 02è | 02è | 02è | 2n  | 2n  | 02è | 2n  | 2n  | 2n  |
| Tottenham ¹   | 15è | 20è | 20è | 15è | 11è | 06è | 06è | 06è | 05è | 05è | 05è | 3r  | 3r  | 3r  | 4t  | 3r  | 3r  | 3r  | 3r  |
| Arsenal       | 09è | 14è | 17è | 12è | 17è | 13è | 15è | 10è | 07è | 07è | 07è | 07è | 07è | 05è | 05è | 05è | 05è | 05è | 4t  |
| Chelsea       | 09è | 06è | 04è | 3r  | 03è | 3r  | 03è | 3r  | 3r  | 4t  | 4t  | 05è | 05è | 4t  | 3r  | 4t  | 4t  | 4t  | 05è |
| Liverpool     | 05è | 04è | 03è | 06è | 08è | 05è | 05è | 05è | 06è | 06è | 06è | 06è | 06è | 07è | 06è | 06è | 06è | 06è | 06è |
| Newcastle     | 09è | 07è | 06è | 04è | 04è | 04è | 04è | 04è | 04è | 3r  | 3r  | 4t  | 4t  | 06è | 07è | 07è | 07è | 07è | 07è |
| Stoke City    | 09è | 11è | 09è | 04è | 05è | 07è | 08è | 07è | 09è | 11è | 12è | 14è | 12è | 08è | 08è | 08è | 08è | 08è | 08è |
| Everton ¹     | 15è | 17è | 11è | 10è | 06è | 11è | 13è | 15è | 13è | 16è | 17è | 12è | 09è | 10è | 12è | 14è | 11è | 10è | 09è |
| Aston Villa   | 09è | 04è | 07è | 08è | 06è | 08è | 07è | 08è | 11è | 09è | 08è | 08è | 08è | 09è | 09è | 10è | 12è | 12è | 10è |
| Norwich       | 05è | 10è | 14è | 17è | 13è | 09è | 09è | 09è | 08è | 08è | 09è | 11è | 10è | 11è | 10è | 09è | 09è | 11è | 11è |
| West Bromwich | 17è | 18è | 18è | 13è | 20è | 19è | 17è | 12è | 12è | 13è | 14è | 10è | 14è | 14è | 15è | 13è | 10è | 09è | 12è |
| Sunderland    | 05è | 13è | 13è | 16è | 12è | 14è | 16è | 17è | 14è | 14è | 15è | 15è | 16è | 17è | 16è | 16è | 15è | 15è | 13è |
| Fulham        | 09è | 14è | 16è | 18è | 18è | 17è | 12è | 14è | 17è | 15è | 16è | 16è | 15è | 13è | 14è | 11è | 13è | 13è | 14è |
| Swansea       | 19è | 16è | 15è | 19è | 14è | 16è | 10è | 13è | 15è | 10è | 10è | 13è | 13è | 15è | 11è | 12è | 14è | 14è | 15è |
| Wolves        | 03è | 03è | 05è | 07è | 09è | 12è | 14è | 16è | 16è | 17è | 13è | 17è | 17è | 16è | 17è | 17è | 17è | 17è | 16è |
| QPR           | 19è | 09è | 12è | 11è | 09è | 10è | 11è | 11è | 10è | 12è | 11è | 09è | 11è | 12è | 13è | 15è | 16è | 16è | 17è |
| Wigan         | 05è | 11è | 07è | 09è | 15è | 15è | 18è | 19è | 19è | 20è | 20è | 20è | 19è | 20è | 18è | 18è | 18è | 18è | 18è |
| Blackburn     | 17è | 19è | 19è | 20è | 16è | 18è | 19è | 20è | 20è | 18è | 19è | 19è | 20è | 18è | 19è | 19è | 20è | 20è | 19è |
| Bolton        | 2n  | 08è | 10è | 14è | 19è | 20è | 20è | 18è | 18è | 19è | 18è | 18è | 18è | 19è | 20è | 20è | 19è | 19è | 20è |

| Equip / Data  | 20  | 21  | 22  | 23  | 24  | 25  | 26  | 27  | 28  | 29  | 30  | 31  | 32  | 33  | 34  | 35  | 36  | 37  | 38  |
| ------------- | --- | --- | --- | --- | --- | --- | --- | --- | --- | --- | --- | --- | --- | --- | --- | --- | --- | --- | --- |
| Man. City     | 1r  | 1r  | 1r  | 1r  | 1r  | 1r  | 1r  | 1r  | 2n  | 2n  | 2n  | 2n  | 2n  | 2n  | 2n  | 2n  | 1r  | 1r  | 1r  |
| Man. Utd.     | 2n  | 2n  | 2n  | 2n  | 2n  | 2n  | 2n  | 2n  | 1r  | 1r  | 1r  | 1r  | 1r  | 1r  | 1r  | 1r  | 2n  | 02è | 02è |
| Arsenal       | 05è | 05è | 05è | 07è | 06è | 4t  | 4t  | 4t  | 4t  | 3r  | 3r  | 3r  | 3r  | 3r  | 3r  | 3r  | 3r  | 3r  | 3r  |
| Tottenham 4   | 3r  | 3r  | 03è | 3r  | 3r  | 3r  | 3r  | 3r  | 3r  | 4t  | 4t  | 4t  | 4t  | 4t  | 4t  | 05è | 4t  | 4t  | 4t  |
| Newcastle 4   | 07è | 06è | 06è | 05è | 05è | 06è | 06è | 06è | 06è | 06è | 06è | 06è | 06è | 05è | 05è | 4t  | 05è | 05è | 05è |
| Chelsea 4     | 4t  | 4t  | 4t  | 4t  | 4t  | 05è | 05è | 05è | 05è | 05è | 05è | 05è | 05è | 06è | 06è | 06è | 06è | 06è | 06è |
| Everton ² 4   | 11è | 11è | 14è | 10è | 11è | 10è | 10è | 13è | 09è | 10è | 09è | 07è | 07è | 07è | 07è | 07è | 07è | 07è | 07è |
| Liverpool ² 4 | 06è | 07è | 07è | 06è | 07è | 07è | 07è | 07è | 07è | 07è | 07è | 08è | 08è | 08è | 08è | 08è | 08è | 08è | 08è |
| Fulham 4      | 13è | 14è | 12è | 13è | 14è | 12è | 11è | 08è | 10è | 12è | 13è | 10è | 10è | 09è | 10è | 09è | 09è | 09è | 09è |
| West Bromwich | 15è | 15è | 15è | 15è | 15è | 14è | 13è | 10è | 14è | 13è | 14è | 14è | 13è | 13è | 13è | 10è | 10è | 10è | 10è |
| Swansea       | 12è | 10è | 13è | 14è | 10è | 11è | 14è | 14è | 11è | 08è | 10è | 11è | 14è | 14è | 12è | 12è | 12è | 12è | 11è |
| Norwich       | 09è | 09è | 09è | 11è | 09è | 08è | 08è | 11è | 12è | 14è | 11è | 12è | 12è | 10è | 11è | 13è | 14è | 13è | 12è |
| Sunderland    | 10è | 12è | 10è | 08è | 08è | 09è | 09è | 12è | 08è | 09è | 08è | 09è | 09è | 11è | 09è | 11è | 11è | 11è | 13è |
| Stoke City 4  | 08è | 08è | 08è | 09è | 12è | 13è | 12è | 09è | 13è | 11è | 12è | 13è | 11è | 12è | 14è | 14è | 13è | 14è | 14è |
| Wigan         | 19è | 20è | 20è | 20è | 20è | 20è | 20è | 20è | 20è | 19è | 19è | 19è | 19è | 17è | 16è | 17è | 16è | 15è | 15è |
| Aston Villa 3 | 13è | 13è | 11è | 12è | 13è | 15è | 15è | 15è | 15è | 15è | 15è | 15è | 15è | 15è | 15è | 15è | 15è | 16è | 16è |
| QPR           | 17è | 18è | 16è | 16è | 16è | 16è | 17è | 16è | 18è | 17è | 18è | 17è | 17è | 16è | 17è | 16è | 17è | 17è | 17è |
| Bolton 3 4    | 18è | 19è | 17è | 17è | 18è | 19è | 19è | 19è | 17è | 18è | 17è | 16è | 16è | 18è | 18è | 18è | 18è | 18è | 18è |
| Blackburn     | 20è | 17è | 18è | 18è | 19è | 17è | 18è | 17è | 16è | 16è | 16è | 18è | 18è | 19è | 19è | 19è | 19è | 19è | 19è |
| Wolves        | 16è | 16è | 19è | 19è | 17è | 18è | 16è | 18è | 19è | 20è | 20è | 20è | 20è | 20è | 20è | 20è | 20è | 20è | 20è |

¹ Tuvo un partido pendiente de la fecha 01 el cual se disputó el 11 de enero de 2012. ² Tuvo un partido pendiente de la fecha 26 el cual se disputó el 13 de marzo de 2012. 3 Tuvo un partido pendiente de la fecha 29 el cual se disputó el 24 de Abril de 2012. 4 Tuvieron un partido pendiente de la fecha 34 el cual se disputó el 1 y 2 de mayo.

## Resultats
El calendari de la temporada 2011/12 de la Premier League va ser publicat el divendres 17 de juny de 2011.
| Blackburn Rovers     | 1 - 2 Arxivat 2011-09-17 a Wayback Machine. | Wolverhampton Wanderers | 13 de agosto de 2011 |
| Fulham               | 0 - 0                                       | Aston Villa             | 13 de agosto de 2011 |
| Liverpool            | 1 - 1                                       | Sunderland              | 13 de agosto de 2011 |
| Queens Park Rangers  | 0 - 4                                       | Bolton Wanderers        | 13 de agosto de 2011 |
| Wigan Athletic       | 1 - 1 Arxivat 2011-09-25 a Wayback Machine. | Norwich City            | 13 de agosto de 2011 |
| Newcastle United     | 0 - 0                                       | Arsenal                 | 13 de agosto de 2011 |
| Stoke City           | 0 - 0                                       | Chelsea                 | 14 d'agost de 2011   |
| West Bromwich Albion | 1 - 2 Arxivat 2011-09-18 a Wayback Machine. | Manchester United       | 14 d'agost de 2011   |
| Manchester City      | 4 - 0                                       | Swansea City            | 15 d'agost de 2011   |
| Tottenham Hotspur    | 2 - 0 Arxivat 2012-01-11 a Wayback Machine. | Everton                 | 11 de gener de 2012  |

| Sunderland              | 0 - 1                                       | Newcastle United     | 20 d'agost de 2011 |
| Arsenal                 | 0 - 2 Arxivat 2011-11-02 a Wayback Machine. | Liverpool            | 20 d'agost de 2011 |
| Aston Villa             | 3 - 1                                       | Blackburn Rovers     | 20 d'agost de 2011 |
| Everton                 | 0 - 1 Arxivat 2011-09-24 a Wayback Machine. | Queens Park Rangers  | 20 d'agost de 2011 |
| Swansea City            | 0 - 0                                       | Wigan Athletic       | 20 d'agost de 2011 |
| Chelsea                 | 2 - 1 Arxivat 2011-09-26 a Wayback Machine. | West Bromwich Albion | 20 d'agost de 2011 |
| Norwich City            | 1 - 1 Arxivat 2011-09-25 a Wayback Machine. | Stoke City           | 21 d'agost de 2011 |
| Wolverhampton Wanderers | 2 - 0 Arxivat 2011-09-25 a Wayback Machine. | Fulham               | 21 d'agost de 2011 |
| Bolton Wanderers        | 2 - 3                                       | Manchester City      | 21 d'agost de 2011 |
| Manchester United       | 3 - 0 Arxivat 2011-09-23 a Wayback Machine. | Tottenham Hotspur    | 22 d'agost de 2011 |

| Aston Villa          | 0 - 0 Arxivat 2011-09-26 a Wayback Machine. | Wolverhampton Wanderers | 27 d'agost de 2011 |
| Wigan Athletic       | 2 - 0                                       | Queens Park Rangers     | 27 d'agost de 2011 |
| Blackburn Rovers     | 0 - 1 Arxivat 2011-09-25 a Wayback Machine. | Everton                 | 27 d'agost de 2011 |
| Chelsea              | 3 - 1 Arxivat 2011-09-25 a Wayback Machine. | Norwich City            | 27 d'agost de 2011 |
| Swansea City         | 0 - 0                                       | Sunderland              | 27 d'agost de 2011 |
| Liverpool            | 3 - 1 Arxivat 2011-09-23 a Wayback Machine. | Bolton Wanderers        | 27 d'agost de 2011 |
| Newcastle United     | 2 - 1 Arxivat 2011-09-25 a Wayback Machine. | Fulham                  | 28 d'agost de 2011 |
| Tottenham Hotspur    | 1 - 5                                       | Manchester City         | 28 d'agost de 2011 |
| West Bromwich Albion | 0 - 1 Arxivat 2011-09-26 a Wayback Machine. | Stoke City              | 28 d'agost de 2011 |
| Manchester United    | 8 - 2 Arxivat 2011-10-31 a Wayback Machine. | Arsenal                 | 28 d'agost de 2011 |

| Arsenal                 | 1 - 0 Arxivat 2011-09-23 a Wayback Machine. | Swansea City         | 10 de setembre de 2011 |
| Everton                 | 2 - 2 Arxivat 2011-09-25 a Wayback Machine. | Aston Villa          | 10 de setembre de 2011 |
| Manchester City         | 3 - 0 Arxivat 2011-09-25 a Wayback Machine. | Wigan Athletic       | 10 de setembre de 2011 |
| Wolverhampton Wanderers | 0 - 2 Arxivat 2011-09-25 a Wayback Machine. | Tottenham Hotspur    | 10 de setembre de 2011 |
| Stoke City              | 1 - 0 Arxivat 2011-09-24 a Wayback Machine. | Liverpool            | 10 de setembre de 2011 |
| Sunderland              | 1 - 2 Arxivat 2011-09-24 a Wayback Machine. | Chelsea              | 10 de setembre de 2011 |
| Bolton Wanderers        | 0 - 5 Arxivat 2011-09-24 a Wayback Machine. | Manchester United    | 10 de setembre de 2011 |
| Norwich City            | 0 - 1 Arxivat 2011-09-25 a Wayback Machine. | West Bromwich Albion | 11 de setembre de 2011 |
| Fulham                  | 1 - 1 Arxivat 2011-09-25 a Wayback Machine. | Blackburn Rovers     | 11 de setembre de 2011 |
| Queens Park Rangers     | 0 - 0 Arxivat 2011-09-24 a Wayback Machine. | Newcastle United     | 12 de setembre de 2011 |

| Blackburn Rovers        | 4 - 3 Arxivat 2011-09-23 a Wayback Machine. | Arsenal              | 17 de setembre de 2011 |
| Aston Villa             | 1 - 1 Arxivat 2011-09-24 a Wayback Machine. | Newcastle United     | 17 de setembre de 2011 |
| Bolton Wanderers        | 1 - 2 Arxivat 2011-09-24 a Wayback Machine. | Norwich City         | 17 de setembre de 2011 |
| Everton                 | 3 - 1 Arxivat 2011-09-23 a Wayback Machine. | Wigan Athletic       | 17 de setembre de 2011 |
| Swansea City            | 3 - 0 Arxivat 2011-09-24 a Wayback Machine. | West Bromwich Albion | 17 de setembre de 2011 |
| Wolverhampton Wanderers | 0 - 3 Arxivat 2011-09-23 a Wayback Machine. | Queens Park Rangers  | 17 de setembre de 2011 |
| Tottenham Hotspur       | 4 - 0 Arxivat 2011-09-23 a Wayback Machine. | Liverpool            | 18 de setembre de 2011 |
| Fulham                  | 2 - 2 Arxivat 2011-09-23 a Wayback Machine. | Manchester City      | 18 de setembre de 2011 |
| Sunderland              | 4 - 0 Arxivat 2011-09-23 a Wayback Machine. | Stoke City           | 18 de setembre de 2011 |
| Manchester United       | 3 - 1 Arxivat 2011-09-23 a Wayback Machine. | Chelsea              | 18 de setembre de 2011 |

| Manchester City      | 2 - 0 Arxivat 2011-09-26 a Wayback Machine. | Everton                 | 24 de setembre de 2011 |
| Arsenal              | 3 - 0 Arxivat 2011-09-26 a Wayback Machine. | Bolton Wanderers        | 24 de setembre de 2011 |
| Chelsea              | 4 - 1 Arxivat 2011-09-26 a Wayback Machine. | Swansea City            | 24 de setembre de 2011 |
| Liverpool            | 2 - 1 Arxivat 2011-09-26 a Wayback Machine. | Wolverhampton Wanderers | 24 de setembre de 2011 |
| West Bromwich Albion | 0 - 0 Arxivat 2011-10-01 a Wayback Machine. | Fulham                  | 24 de setembre de 2011 |
| Newcastle United     | 3 - 1 Arxivat 2011-09-26 a Wayback Machine. | Blackburn Rovers        | 24 de setembre de 2011 |
| Wigan Athletic       | 1 - 2 Arxivat 2011-09-27 a Wayback Machine. | Tottenham Hotspur       | 24 de setembre de 2011 |
| Stoke City           | 1 - 1 Arxivat 2011-09-26 a Wayback Machine. | Manchester United       | 24 de setembre de 2011 |
| Queens Park Rangers  | 1 - 1 Arxivat 2011-09-27 a Wayback Machine. | Aston Villa             | 25 de setembre de 2011 |
| Norwich City         | 2 - 1 Arxivat 2011-09-29 a Wayback Machine. | Sunderland              | 26 de setembre de 2011 |

| Everton                 | 0 - 2 Arxivat 2011-10-03 a Wayback Machine. | Liverpool            | 1 d'octubre de 2011 |
| Aston Villa             | 2 - 0 Arxivat 2011-10-03 a Wayback Machine. | Wigan Athletic       | 1 d'octubre de 2011 |
| Blackburn Rovers        | 0 - 4 Arxivat 2011-10-03 a Wayback Machine. | Manchester City      | 1 d'octubre de 2011 |
| Manchester United       | 2 - 0 Arxivat 2011-10-03 a Wayback Machine. | Norwich City         | 1 d'octubre de 2011 |
| Sunderland              | 2 - 2 Arxivat 2011-10-03 a Wayback Machine. | West Bromwich Albion | 1 d'octubre de 2011 |
| Wolverhampton Wanderers | 1 - 2 Arxivat 2011-10-03 a Wayback Machine. | Newcastle United     | 1 d'octubre de 2011 |
| Bolton Wanderers        | 1 - 5 Arxivat 2011-10-04 a Wayback Machine. | Chelsea              | 2 d'octubre de 2011 |
| Fulham                  | 6 - 0 Arxivat 2011-10-04 a Wayback Machine. | Queens Park Rangers  | 2 d'octubre de 2011 |
| Swansea City            | 2 - 0 Arxivat 2011-10-05 a Wayback Machine. | Stoke City           | 2 d'octubre de 2011 |
| Tottenham Hotspur       | 2 - 1 Arxivat 2011-10-04 a Wayback Machine. | Arsenal              | 2 d'octubre de 2011 |

| Liverpool            | 1 - 1 Arxivat 2011-10-17 a Wayback Machine. | Manchester United       | 15 d'octubre de 2011 |
| Manchester City      | 4 - 1 Arxivat 2011-10-17 a Wayback Machine. | Aston Villa             | 15 d'octubre de 2011 |
| Norwich City         | 3 - 1 Arxivat 2011-10-17 a Wayback Machine. | Swansea City            | 15 d'octubre de 2011 |
| Queens Park Rangers  | 1 - 1 Arxivat 2011-10-17 a Wayback Machine. | Blackburn Rovers        | 15 d'octubre de 2011 |
| Stoke City           | 2 - 0 Arxivat 2011-10-17 a Wayback Machine. | Fulham                  | 15 d'octubre de 2011 |
| Wigan Athletic       | 1 - 3 Arxivat 2011-10-18 a Wayback Machine. | Bolton Wanderers        | 15 d'octubre de 2011 |
| Chelsea              | 3 - 1 Arxivat 2011-10-17 a Wayback Machine. | Everton                 | 15 d'octubre de 2011 |
| West Bromwich Albion | 2 - 0 Arxivat 2011-10-18 a Wayback Machine. | Wolverhampton Wanderers | 16 d'octubre de 2011 |
| Arsenal              | 2 - 1 Arxivat 2011-10-18 a Wayback Machine. | Sunderland              | 16 d'octubre de 2011 |
| Newcastle United     | 2 - 2 Arxivat 2011-10-18 a Wayback Machine. | Tottenham Hotspur       | 16 d'octubre de 2011 |

| Wolverhampton Wanderers | 2 - 2 Arxivat 2011-10-25 a Wayback Machine. | Swansea City         | 22 d'octubre de 2011 |
| Aston Villa             | 1 - 2 Arxivat 2011-10-25 a Wayback Machine. | West Bromwich Albion | 22 d'octubre de 2011 |
| Bolton Wanderers        | 0 - 2 Arxivat 2011-10-24 a Wayback Machine. | Sunderland           | 22 d'octubre de 2011 |
| Newcastle United        | 1 - 0 Arxivat 2011-10-25 a Wayback Machine. | Wigan Athletic       | 22 d'octubre de 2011 |
| Liverpool               | 1 - 1 Arxivat 2011-10-23 a Wayback Machine. | Norwich City         | 22 d'octubre de 2011 |
| Manchester United       | 1 - 6 Arxivat 2011-10-25 a Wayback Machine. | Manchester City      | 23 d'octubre de 2011 |
| Arsenal                 | 3 - 1 Arxivat 2011-10-25 a Wayback Machine. | Stoke City           | 23 d'octubre de 2011 |
| Fulham                  | 1 - 3 Arxivat 2011-10-25 a Wayback Machine. | Everton              | 23 d'octubre de 2011 |
| Blackburn Rovers        | 1 - 2 Arxivat 2011-10-25 a Wayback Machine. | Tottenham Hotspur    | 23 d'octubre de 2011 |
| Queens Park Rangers     | 1 - 0 Arxivat 2011-10-25 a Wayback Machine. | Chelsea              | 23 d'octubre de 2011 |

| Everton              | 0 - 1 Arxivat 2011-10-31 a Wayback Machine. | Manchester United       | 29 d'octubre de 2011 |
| Chelsea              | 3 - 5 Arxivat 2011-10-31 a Wayback Machine. | Arsenal                 | 29 d'octubre de 2011 |
| Swansea City         | 3 - 1 Arxivat 2011-11-01 a Wayback Machine. | Bolton Wanderers        | 29 d'octubre de 2011 |
| Wigan Athletic       | 0 - 2 Arxivat 2011-10-31 a Wayback Machine. | Fulham                  | 29 d'octubre de 2011 |
| Manchester City      | 3 - 1 Arxivat 2011-10-31 a Wayback Machine. | Wolverhampton Wanderers | 29 d'octubre de 2011 |
| Norwich City         | 3 - 3 Arxivat 2011-11-01 a Wayback Machine. | Blackburn Rovers        | 29 d'octubre de 2011 |
| Sunderland           | 2 - 2 Arxivat 2011-11-01 a Wayback Machine. | Aston Villa             | 29 d'octubre de 2011 |
| West Bromwich Albion | 0 - 2 Arxivat 2011-10-31 a Wayback Machine. | Liverpool               | 29 d'octubre de 2011 |
| Tottenham Hotspur    | 3 - 1 Arxivat 2011-11-02 a Wayback Machine. | Queens Park Rangers     | 30 d'octubre de 2011 |
| Stoke City           | 1 - 3 Arxivat 2011-11-02 a Wayback Machine. | Newcastle United        | 31 d'octubre de 2011 |

| Newcastle United        | 2 - 1 Arxivat 2011-11-28 a Wayback Machine. | Everton              | 5 de novembre de 2011 |
| Arsenal                 | 3 - 0 Arxivat 2012-01-07 a Wayback Machine. | West Bromwich Albion | 5 de novembre de 2011 |
| Aston Villa             | 3 - 2 Arxivat 2011-12-10 a Wayback Machine. | Norwich City         | 5 de novembre de 2011 |
| Blackburn Rovers        | 0 - 1 Arxivat 2011-12-09 a Wayback Machine. | Chelsea              | 5 de novembre de 2011 |
| Liverpool               | 0 - 0 Arxivat 2011-12-10 a Wayback Machine. | Swansea City         | 5 de novembre de 2011 |
| Manchester United       | 1 - 0 Arxivat 2011-12-17 a Wayback Machine. | Sunderland           | 5 de novembre de 2011 |
| Queens Park Rangers     | 2 - 3 Arxivat 2011-11-27 a Wayback Machine. | Manchester City      | 5 de novembre de 2011 |
| Wolverhampton Wanderers | 3 - 1 Arxivat 2011-11-09 a Wayback Machine. | Wigan Athletic       | 6 de novembre de 2011 |
| Bolton Wanderers        | 5 - 0 Arxivat 2011-11-08 a Wayback Machine. | Stoke City           | 6 de novembre de 2011 |
| Fulham                  | 1 - 3 Arxivat 2011-12-12 a Wayback Machine. | Tottenham Hotspur    | 6 de novembre de 2011 |

| Norwich City         | 1 - 2 Arxivat 2011-12-17 a Wayback Machine. | Arsenal                 | 19 de novembre de 2011 |
| Manchester City      | 3 - 1 Arxivat 2011-12-22 a Wayback Machine. | Newcastle United        | 19 de novembre de 2011 |
| Wigan Athletic       | 3 - 3 Arxivat 2011-12-22 a Wayback Machine. | Blackburn Rovers        | 19 de novembre de 2011 |
| Everton              | 2 - 1 Arxivat 2011-12-22 a Wayback Machine. | Wolverhampton Wanderers | 19 de novembre de 2011 |
| Stoke City           | 2 - 3 Arxivat 2011-12-22 a Wayback Machine. | Queens Park Rangers     | 19 de novembre de 2011 |
| Sunderland           | 0 - 0 Arxivat 2011-12-22 a Wayback Machine. | Fulham                  | 19 de novembre de 2011 |
| West Bromwich Albion | 2 - 1 Arxivat 2011-12-22 a Wayback Machine. | Bolton Wanderers        | 19 de novembre de 2011 |
| Swansea City         | 0 - 1 Arxivat 2011-12-17 a Wayback Machine. | Manchester United       | 19 de novembre de 2011 |
| Chelsea              | 1 - 2 Arxivat 2011-12-22 a Wayback Machine. | Liverpool               | 20 de novembre de 2011 |
| Tottenham Hotspur    | 2 - 0 Arxivat 2011-12-10 a Wayback Machine. | Aston Villa             | 21 de novembre de 2011 |

| Stoke City           | 3 - 1 Arxivat 2011-11-29 a Wayback Machine. | Blackburn Rovers        | 26 de novembre de 2011 |
| Bolton Wanderers     | 0 - 2 Arxivat 2011-11-29 a Wayback Machine. | Everton                 | 26 de novembre de 2011 |
| Chelsea              | 3 - 0 Arxivat 2011-11-29 a Wayback Machine. | Wolverhampton Wanderers | 26 de novembre de 2011 |
| Manchester United    | 1 - 1 Arxivat 2011-12-14 a Wayback Machine. | Newcastle United        | 26 de novembre de 2011 |
| Norwich City         | 2 - 1 Arxivat 2011-11-29 a Wayback Machine. | Queens Park Rangers     | 26 de novembre de 2011 |
| Sunderland           | 1 - 2 Arxivat 2011-11-29 a Wayback Machine. | Wigan Athletic          | 26 de novembre de 2011 |
| West Bromwich Albion | 1 - 3 Arxivat 2011-11-29 a Wayback Machine. | Tottenham Hotspur       | 26 de novembre de 2011 |
| Arsenal              | 1 - 1 Arxivat 2011-11-29 a Wayback Machine. | Fulham                  | 26 de novembre de 2011 |
| Swansea City         | 0 - 0 Arxivat 2011-12-31 a Wayback Machine. | Aston Villa             | 27 de novembre de 2011 |
| Liverpool            | 1 - 1 Arxivat 2011-12-30 a Wayback Machine. | Manchester City         | 27 de novembre de 2011 |

| Newcastle United        | 0 - 3 Arxivat 2011-12-17 a Wayback Machine. | Chelsea              | 3 de desembre de 2011 |
| Blackburn Rovers        | 4 - 2 Arxivat 2011-12-05 a Wayback Machine. | Swansea City         | 3 de desembre de 2011 |
| Manchester City         | 5 - 1 Arxivat 2011-12-03 a Wayback Machine. | Norwich City         | 3 de desembre de 2011 |
| Queens Park Rangers     | 1 - 1 Arxivat 2011-12-03 a Wayback Machine. | West Bromwich Albion | 3 de desembre de 2011 |
| Tottenham Hotspur       | 3 - 0 Arxivat 2011-12-04 a Wayback Machine. | Bolton Wanderers     | 3 de desembre de 2011 |
| Wigan Athletic          | 0 - 4 Arxivat 2011-12-02 a Wayback Machine. | Arsenal              | 3 de desembre de 2011 |
| Aston Villa             | 0 - 1 Arxivat 2011-12-03 a Wayback Machine. | Manchester United    | 3 de desembre de 2011 |
| Everton                 | 0 - 1 Arxivat 2011-12-05 a Wayback Machine. | Stoke City           | 4 de desembre de 2011 |
| Wolverhampton Wanderers | 2 - 1                                       | Sunderland           | 4 de desembre de 2011 |
| Fulham                  | 1 - 0 Arxivat 2011-12-04 a Wayback Machine. | Liverpool            | 5 de desembre de 2011 |

| Arsenal              | 1 - 0 Arxivat 2011-12-05 a Wayback Machine. | Everton                 | 10 de desembre de 2011 |
| Bolton Wanderers     | 1 - 2 Arxivat 2011-12-04 a Wayback Machine. | Aston Villa             | 10 de desembre de 2011 |
| Liverpool            | 1 - 0 Arxivat 2011-12-05 a Wayback Machine. | Queens Park Rangers     | 10 de desembre de 2011 |
| Manchester United    | 4 - 1 Arxivat 2011-12-04 a Wayback Machine. | Wolverhampton Wanderers | 10 de desembre de 2011 |
| Norwich City         | 4 - 2 Arxivat 2011-12-04 a Wayback Machine. | Newcastle United        | 10 de desembre de 2011 |
| Swansea City         | 2 - 0 Arxivat 2011-12-04 a Wayback Machine. | Fulham                  | 10 de desembre de 2011 |
| West Bromwich Albion | 1 - 2 Arxivat 2011-12-04 a Wayback Machine. | Wigan Athletic          | 10 de desembre de 2011 |
| Sunderland           | 2 - 1 Arxivat 2011-12-04 a Wayback Machine. | Blackburn Rovers        | 11 de desembre de 2011 |
| Stoke City           | 2 - 1 Arxivat 2011-12-05 a Wayback Machine. | Tottenham Hotspur       | 11 de desembre de 2011 |
| Chelsea              | 2 - 1 Arxivat 2011-12-04 a Wayback Machine. | Manchester City         | 12 de desembre de 2011 |

| Blackburn Rovers        | 1 - 2 Arxivat 2011-12-04 a Wayback Machine. | West Bromwich Albion | 17 de desembre de 2011 |
| Everton                 | 1 - 1 Arxivat 2011-12-04 a Wayback Machine. | Norwich City         | 17 de desembre de 2011 |
| Fulham                  | 2 - 0 Arxivat 2011-12-04 a Wayback Machine. | Bolton Wanderers     | 17 de desembre de 2011 |
| Newcastle United        | 0 - 0 Arxivat 2011-12-04 a Wayback Machine. | Swansea City         | 17 de desembre de 2011 |
| Wolverhampton Wanderers | 1 - 2 Arxivat 2012-01-08 a Wayback Machine. | Stoke City           | 17 de desembre de 2011 |
| Wigan Athletic          | 1 - 1 Arxivat 2011-12-04 a Wayback Machine. | Chelsea              | 17 de desembre de 2011 |
| Queens Park Rangers     | 0 - 2 Arxivat 2011-12-04 a Wayback Machine. | Manchester United    | 18 de desembre de 2011 |
| Aston Villa             | 0 - 2 Arxivat 2011-12-07 a Wayback Machine. | Liverpool            | 18 de desembre de 2011 |
| Tottenham Hotspur       | 1 - 0 Arxivat 2011-12-07 a Wayback Machine. | Sunderland           | 18 de desembre de 2011 |
| Manchester City         | 1 - 0 Arxivat 2011-12-07 a Wayback Machine. | Arsenal              | 18 de desembre de 2011 |

| Wolverhampton Wanderers | 2 - 2 Arxivat 2012-01-09 a Wayback Machine. | Norwich City         | 20 de desembre de 2011 |
| Blackburn Rovers        | 1 - 2                                       | Bolton Wanderers     | 20 de desembre de 2011 |
| Aston Villa             | 1 - 2                                       | Arsenal              | 21 de desembre de 2011 |
| Manchester City         | 3 - 0                                       | Stoke City           | 21 de desembre de 2011 |
| Newcastle United        | 2 - 3 Arxivat 2012-01-10 a Wayback Machine. | West Bromwich Albion | 21 de desembre de 2011 |
| Everton                 | 1 - 0                                       | Swansea City         | 21 de desembre de 2011 |
| Fulham                  | 0 - 5 Arxivat 2012-01-07 a Wayback Machine. | Manchester United    | 21 de desembre de 2011 |
| Queens Park Rangers     | 2 - 3                                       | Sunderland           | 21 de desembre de 2011 |
| Wigan Athletic          | 0 - 0 Arxivat 2012-01-07 a Wayback Machine. | Liverpool            | 21 de desembre de 2011 |
| Tottenham Hotspur       | 1 - 1 Arxivat 2012-01-07 a Wayback Machine. | Chelsea              | 22 de desembre de 2011 |

| Chelsea              | 1 - 1 Arxivat 2012-01-07 a Wayback Machine. | Fulham                  | 26 de desembre de 2011 |
| Bolton Wanderers     | 0 - 2 Arxivat 2012-01-08 a Wayback Machine. | Newcastle United        | 26 de desembre de 2011 |
| Liverpool            | 1 - 1 Arxivat 2012-01-07 a Wayback Machine. | Blackburn Rovers        | 26 de desembre de 2011 |
| Manchester United    | 5 - 0                                       | Wigan Athletic          | 26 de desembre de 2011 |
| Sunderland           | 1 - 1 Arxivat 2012-01-07 a Wayback Machine. | Everton                 | 26 de desembre de 2011 |
| West Bromwich Albion | 0 - 0 Arxivat 2012-01-07 a Wayback Machine. | Manchester City         | 26 de desembre de 2011 |
| Stoke City           | 0 - 0 Arxivat 2012-01-08 a Wayback Machine. | Aston Villa             | 26 de desembre de 2011 |
| Arsenal              | 1 - 1 Arxivat 2012-02-15 a Wayback Machine. | Wolverhampton Wanderers | 27 de desembre de 2011 |
| Swansea City         | 1 - 1 Arxivat 2012-01-08 a Wayback Machine. | Queens Park Rangers     | 27 de desembre de 2011 |
| Norwich City         | 0 - 2 Arxivat 2012-01-07 a Wayback Machine. | Tottenham Hotspur       | 27 de desembre de 2011 |

| Liverpool            | 3 - 1 Arxivat 2012-01-07 a Wayback Machine. | Newcastle United        | 30 de desembre de 2011 |
| Manchester United    | 2 - 3 Arxivat 2012-01-07 a Wayback Machine. | Blackburn Rovers        | 31 de desembre de 2011 |
| Arsenal              | 1 - 0 Arxivat 2012-01-07 a Wayback Machine. | Queens Park Rangers     | 31 de desembre de 2011 |
| Bolton Wanderers     | 1 - 1 Arxivat 2012-01-09 a Wayback Machine. | Wolverhampton Wanderers | 31 de desembre de 2011 |
| Chelsea              | 1 - 3 Arxivat 2012-01-07 a Wayback Machine. | Aston Villa             | 31 de desembre de 2011 |
| Norwich City         | 1 - 1 Arxivat 2012-01-08 a Wayback Machine. | Fulham                  | 31 de desembre de 2011 |
| Stoke City           | 2 - 2 Arxivat 2012-01-11 a Wayback Machine. | Wigan Athletic          | 31 de desembre de 2011 |
| Swansea City         | 1 - 1 Arxivat 2012-01-07 a Wayback Machine. | Tottenham Hotspur       | 31 de desembre de 2011 |
| West Bromwich Albion | 0 - 1 Arxivat 2012-01-09 a Wayback Machine. | Everton                 | 1 de gener de 2012     |
| Sunderland           | 1 - 0 Arxivat 2012-01-07 a Wayback Machine. | Manchester City         | 1 de gener de 2012     |

| Aston Villa             | 0 - 2 Arxivat 2012-01-10 a Wayback Machine. | Swansea City         | 2 de gener de 2012 |
| Blackburn Rovers        | 1 - 2 Arxivat 2012-01-08 a Wayback Machine. | Stoke City           | 2 de gener de 2012 |
| Queens Park Rangers     | 1 - 2 Arxivat 2012-04-20 a Wayback Machine. | Norwich City         | 2 de gener de 2012 |
| Wolverhampton Wanderers | 1 - 2 Arxivat 2012-01-08 a Wayback Machine. | Chelsea              | 2 de gener de 2012 |
| Fulham                  | 2 - 1 Arxivat 2012-01-08 a Wayback Machine. | Arsenal              | 2 de gener de 2012 |
| Tottenham Hotspur       | 1 - 0 Arxivat 2012-01-13 a Wayback Machine. | West Bromwich Albion | 3 de gener de 2012 |
| Wigan Athletic          | 1 - 4 Arxivat 2012-01-09 a Wayback Machine. | Sunderland           | 3 de gener de 2012 |
| Manchester City         | 3 - 0 Arxivat 2012-01-08 a Wayback Machine. | Liverpool            | 3 de gener de 2012 |
| Everton                 | 1 - 2 Arxivat 2012-01-10 a Wayback Machine. | Bolton Wanderers     | 4 de gener de 2012 |
| Newcastle United        | 3 - 0 Arxivat 2012-01-08 a Wayback Machine. | Manchester United    | 4 de gener de 2012 |

| Aston Villa          | 1 - 1                                       | Everton                 | 14 de gener de 2012 |
| Blackburn Rovers     | 3 - 1                                       | Fulham                  | 14 de gener de 2012 |
| Chelsea              | 1 - 0 Arxivat 2012-01-11 a Wayback Machine. | Sunderland              | 14 de gener de 2012 |
| Liverpool            | 0 - 0                                       | Stoke City              | 14 de gener de 2012 |
| Manchester United    | 3 - 0 Arxivat 2012-01-11 a Wayback Machine. | Bolton Wanderers        | 14 de gener de 2012 |
| Tottenham Hotspur    | 1 - 1 Arxivat 2012-01-14 a Wayback Machine. | Wolverhampton Wanderers | 14 de gener de 2012 |
| West Bromwich Albion | 1 - 2 Arxivat 2012-01-15 a Wayback Machine. | Norwich City            | 14 de gener de 2012 |
| Newcastle United     | 1 - 0 Arxivat 2012-01-13 a Wayback Machine. | Queens Park Rangers     | 15 de gener de 2012 |
| Swansea City         | 3 - 2 Arxivat 2012-01-15 a Wayback Machine. | Arsenal                 | 15 de gener de 2012 |
| Wigan Ahtletic       | 0 - 1 Arxivat 2012-01-14 a Wayback Machine. | Manchester City         | 16 de gener de 2012 |

| Norwich City            | 0 - 0 Arxivat 2012-01-22 a Wayback Machine. | Chelsea              | 21 de gener de 2012 |
| Everton                 | 1 - 1 Arxivat 2012-01-15 a Wayback Machine. | Blackburn Rovers     | 21 de gener de 2012 |
| Fulham                  | 5 - 2 Arxivat 2012-01-20 a Wayback Machine. | Newcastle United     | 21 de gener de 2012 |
| Queens Park Rangers     | 3 - 1 Arxivat 2012-01-18 a Wayback Machine. | Wigan Ahtletic       | 21 de gener de 2012 |
| Stoke City              | 1 - 2 Arxivat 2012-01-24 a Wayback Machine. | West Bromwich Albion | 21 de gener de 2012 |
| Sunderland              | 2 - 0 Arxivat 2012-01-23 a Wayback Machine. | Swansea City         | 21 de gener de 2012 |
| Wolverhampton Wanderers | 2 - 3 Arxivat 2012-01-23 a Wayback Machine. | Aston Villa          | 21 de gener de 2012 |
| Bolton Wanderers        | 3 - 1 Arxivat 2012-01-18 a Wayback Machine. | Liverpool            | 21 de gener de 2012 |
| Manchester City         | 3 - 2 Arxivat 2012-01-19 a Wayback Machine. | Tottenham Hotspur    | 22 de gener de 2012 |
| Arsenal                 | 1 - 2 Arxivat 2012-01-24 a Wayback Machine. | Manchester United    | 22 de gener de 2012 |

| Swansea City            | 1 - 1 Arxivat 2012-02-03 a Wayback Machine. | Chelsea              | 31 de gener de 2012 |
| Tottenham Hotspur       | 3 - 1 Arxivat 2012-02-01 a Wayback Machine. | Wigan Athletic       | 31 de gener de 2012 |
| Wolverhampton Wanderers | 0 - 3 Arxivat 2012-01-31 a Wayback Machine. | Liverpool            | 31 de gener de 2012 |
| Everton                 | 1 - 0 Arxivat 2012-01-31 a Wayback Machine. | Manchester City      | 31 de gener de 2012 |
| Manchester United       | 2 - 0 Arxivat 2012-02-08 a Wayback Machine. | Stoke City           | 31 de gener de 2012 |
| Aston Villa             | 2 - 2 Arxivat 2012-02-01 a Wayback Machine. | Queens Park Rangers  | 1 de febrer de 2012 |
| Blackburn Rovers        | 0 - 2 Arxivat 2012-02-05 a Wayback Machine. | Newcastle United     | 1 de febrer de 2012 |
| Bolton Wanderers        | 0 - 0 Arxivat 2012-02-01 a Wayback Machine. | Arsenal              | 1 de febrer de 2012 |
| Fulham                  | 1 - 1 Arxivat 2012-02-03 a Wayback Machine. | West Bromwich Albion | 1 de febrer de 2012 |
| Sunderland              | 3 - 0 Arxivat 2012-02-04 a Wayback Machine. | Norwich City         | 1 de febrer de 2012 |

| Arsenal              | 7 - 1 Arxivat 2012-02-04 a Wayback Machine. | Blackburn Rovers        | 4 de febrer de 2012 |
| Norwich City         | 2 - 0 Arxivat 2012-02-07 a Wayback Machine. | Bolton Wanderers        | 4 de febrer de 2012 |
| Queens Park Rangers  | 1 - 2 Arxivat 2012-02-07 a Wayback Machine. | Wolverhampton Wanderers | 4 de febrer de 2012 |
| Stoke City           | 0 - 1 Arxivat 2012-02-06 a Wayback Machine. | Sunderland              | 4 de febrer de 2012 |
| West Bromwich Albion | 1 - 2 Arxivat 2012-02-05 a Wayback Machine. | Swansea City            | 4 de febrer de 2012 |
| Wigan Athletic       | 1 - 1 Arxivat 2012-02-07 a Wayback Machine. | Everton                 | 4 de febrer de 2012 |
| Manchester City      | 3 - 0 Arxivat 2012-02-04 a Wayback Machine. | Fulham                  | 4 de febrer de 2012 |
| Newcastle United     | 2 - 1 Arxivat 2012-02-07 a Wayback Machine. | Aston Villa             | 5 de febrer de 2012 |
| Chelsea              | 3 - 3 Arxivat 2012-02-01 a Wayback Machine. | Manchester United       | 5 de febrer de 2012 |
| Liverpool            | 0 - 0 Arxivat 2012-02-05 a Wayback Machine. | Tottenham Hotspur       | 6 de febrer de 2012 |

| Manchester United       | 2 - 1 Arxivat 2012-02-15 a Wayback Machine. | Liverpool            | 11 de febrer de 2012 |
| Blackburn Rovers        | 3 - 2 Arxivat 2012-02-08 a Wayback Machine. | Queens Park Rangers  | 11 de febrer de 2012 |
| Bolton Wanderers        | 1 - 2 Arxivat 2012-02-14 a Wayback Machine. | Wigan Athletic       | 11 de febrer de 2012 |
| Everton                 | 2 - 0 Arxivat 2012-02-14 a Wayback Machine. | Chelsea              | 11 de febrer de 2012 |
| Fulham                  | 2 - 1 Arxivat 2012-02-14 a Wayback Machine. | Stoke City           | 11 de febrer de 2012 |
| Sunderland              | 1 - 2 Arxivat 2012-02-11 a Wayback Machine. | Arsenal              | 11 de febrer de 2012 |
| Swansea City            | 2 - 3 Arxivat 2012-02-14 a Wayback Machine. | Norwich City         | 11 de febrer de 2012 |
| Tottenham Hotspur       | 5 - 0 Arxivat 2012-02-10 a Wayback Machine. | Newcastle United     | 11 de febrer de 2012 |
| Wolverhampton Wanderers | 1 - 5 Arxivat 2012-02-13 a Wayback Machine. | West Bromwich Albion | 12 de febrer de 2012 |
| Aston Villa             | 0 - 1 Arxivat 2012-02-13 a Wayback Machine. | Manchester City      | 12 de febrer de 2012 |

| Chelsea              | 3 - 0 Arxivat 2012-02-15 a Wayback Machine. | Bolton Wanderers        | 25 de febrer de 2012 |
| Newcastle United     | 2 - 2 Arxivat 2012-02-23 a Wayback Machine. | Wolverhampton Wanderers | 25 de febrer de 2012 |
| Queens Park Rangers  | 0 - 1 Arxivat 2012-02-18 a Wayback Machine. | Fulham                  | 25 de febrer de 2012 |
| West Bromwich Albion | 4 - 0 Arxivat 2012-02-21 a Wayback Machine. | Sunderland              | 25 de febrer de 2012 |
| Wigan Ahtletic       | 0 - 0 Arxivat 2012-02-23 a Wayback Machine. | Aston Villa             | 25 de febrer de 2012 |
| Manchester City      | 3 - 0 Arxivat 2012-02-14 a Wayback Machine. | Blackburn Rovers        | 25 de febrer de 2012 |
| Norwich City         | 1 - 2 Arxivat 2012-02-24 a Wayback Machine. | Manchester United       | 26 de febrer de 2012 |
| Arsenal              | 5 - 2 Arxivat 2012-02-04 a Wayback Machine. | Tottenham Hotspur       | 26 de febrer de 2012 |
| Stoke City           | 2 - 0 Arxivat 2012-02-07 a Wayback Machine. | Swansea City            | 26 de febrer de 2012 |
| Liverpool            | 3 - 0 Arxivat 2012-03-14 a Wayback Machine. | Everton                 | 13 de març de 2012   |

| Liverpool            | 1 - 2 Arxivat 2012-01-21 a Wayback Machine. | Arsenal                 | 3 de març de 2012 |
| Blackburn Rovers     | 1 - 1 Arxivat 2012-03-06 a Wayback Machine. | Aston Villa             | 3 de març de 2012 |
| Manchester City      | 2 - 0 Arxivat 2012-02-23 a Wayback Machine. | Bolton Wanderers        | 3 de març de 2012 |
| Queens Park Rangers  | 1 - 1 Arxivat 2012-02-15 a Wayback Machine. | Everton                 | 3 de març de 2012 |
| Stoke City           | 1 - 0 Arxivat 2012-02-23 a Wayback Machine. | Norwich City            | 3 de març de 2012 |
| West Bromwich Albion | 1 - 0 Arxivat 2012-02-23 a Wayback Machine. | Chelsea                 | 3 de març de 2012 |
| Wigan Ahtletic       | 0 - 2 Arxivat 2012-02-23 a Wayback Machine. | Swansea City            | 3 de març de 2012 |
| Newcastle United     | 1 - 1 Arxivat 2012-02-23 a Wayback Machine. | Sunderland              | 4 de març de 2012 |
| Fulham               | 5 - 0 Arxivat 2012-03-01 a Wayback Machine. | Wolverhampton Wanderers | 4 de març de 2012 |
| Tottenham Hotspur    | 1 - 3 Arxivat 2012-02-13 a Wayback Machine. | Manchester United       | 4 de març de 2012 |

| Bolton Wanderers        | 2 - 1 Arxivat 2012-03-08 a Wayback Machine. | Queens Park Rangers  | 10 de març de 2012 |
| Aston Villa             | 1 - 0 Arxivat 2012-03-07 a Wayback Machine. | Fulham               | 10 de març de 2012 |
| Chelsea                 | 1 - 0 Arxivat 2012-02-22 a Wayback Machine. | Stoke City           | 10 de març de 2012 |
| Sunderland              | 1 - 0 Arxivat 2012-02-23 a Wayback Machine. | Liverpool            | 10 de març de 2012 |
| Wolverhampton Wanderers | 0 - 2 Arxivat 2012-03-13 a Wayback Machine. | Blackburn Rovers     | 10 de març de 2012 |
| Everton                 | 1 - 0 Arxivat 2012-02-14 a Wayback Machine. | Tottenham Hotspur    | 10 de març de 2012 |
| Manchester United       | 2 - 0 Arxivat 2012-03-11 a Wayback Machine. | West Bromwich Albion | 11 de març de 2012 |
| Swansea City            | 1 - 0 Arxivat 2012-03-11 a Wayback Machine. | Manchester City      | 11 de març de 2012 |
| Norwich City            | 1 - 1 Arxivat 2012-04-19 a Wayback Machine. | Wigan Ahtletic       | 11 de març de 2012 |
| Arsenal                 | 2 - 1 Arxivat 2012-03-06 a Wayback Machine. | Newcastle United     | 12 de març de 2012 |

| Fulham                  | 0 - 3 Arxivat 2012-03-20 a Wayback Machine. | Swansea City         | 17 de març de 2012 |
| Wigan Athletic          | 1 - 1 Arxivat 2012-03-20 a Wayback Machine. | West Bromwich Albion | 17 de març de 2012 |
| Wolverhampton Wanderers | 0 - 5 Arxivat 2012-03-14 a Wayback Machine. | Manchester United    | 18 de març de 2012 |
| Newcastle United        | 1 - 0 Arxivat 2012-03-21 a Wayback Machine. | Norwich City         | 18 de març de 2012 |
| Blackburn Rovers        | 2 - 0 Arxivat 2012-03-19 a Wayback Machine. | Sunderland           | 20 de març de 2012 |
| Manchester City         | 2 - 1 Arxivat 2012-03-14 a Wayback Machine. | Chelsea              | 21 de març de 2012 |
| Tottenham Hotspur       | 1 - 1 Arxivat 2012-03-19 a Wayback Machine. | Stoke City           | 21 de març de 2012 |
| Everton                 | 0 - 1 Arxivat 2012-03-19 a Wayback Machine. | Arsenal              | 21 de març de 2012 |
| Queens Park Rangers     | 3 - 2 Arxivat 2012-03-17 a Wayback Machine. | Liverpool            | 21 de març de 2012 |
| Aston Villa             | 1 - 2 Arxivat 2012-04-22 a Wayback Machine. | Bolton Wanderers     | 24 d'abril de 2012 |

| Chelsea              | 0 - 0 Arxivat 2012-03-11 a Wayback Machine. | Tottenham Hotspur       | 24 de març de 2012 |
| Arsenal              | 3 - 0 Arxivat 2012-03-24 a Wayback Machine. | Aston Villa             | 24 de març de 2012 |
| Bolton Wanderers     | 2 - 1 Arxivat 2012-03-25 a Wayback Machine. | Blackburn Rovers        | 24 de març de 2012 |
| Liverpool            | 1 - 2 Arxivat 2012-03-24 a Wayback Machine. | Wigan Athletic          | 24 de març de 2012 |
| Norwich City         | 2 - 1 Arxivat 2012-03-21 a Wayback Machine. | Wolverhampton Wanderers | 24 de març de 2012 |
| Sunderland           | 3 - 1 Arxivat 2012-03-25 a Wayback Machine. | Queens Park Rangers     | 24 de març de 2012 |
| Swansea City         | 0 - 2 Arxivat 2012-03-25 a Wayback Machine. | Everton                 | 24 de març de 2012 |
| Stoke City           | 1 - 1 Arxivat 2012-03-25 a Wayback Machine. | Manchester City         | 24 de març de 2012 |
| West Bromwich Albion | 1 - 3 Arxivat 2012-03-25 a Wayback Machine. | Newcastle United        | 25 de març de 2012 |
| Manchester United    | 1 - 0 Arxivat 2012-03-22 a Wayback Machine. | Fulham                  | 26 de març de 2012 |

| Aston Villa             | 2 - 4 Arxivat 2012-03-25 a Wayback Machine. | Chelsea              | 31 de març de 2012 |
| Everton                 | 2 - 0 Arxivat 2012-04-02 a Wayback Machine. | West Bromwich Albion | 31 de març de 2012 |
| Fulham                  | 2 - 1 Arxivat 2012-03-31 a Wayback Machine. | Norwich City         | 31 de març de 2012 |
| Manchester City         | 3 - 3 Arxivat 2012-03-25 a Wayback Machine. | Sunderland           | 31 de març de 2012 |
| Queens Park Rangers     | 2 - 1 Arxivat 2012-03-25 a Wayback Machine. | Arsenal              | 31 de març de 2012 |
| Wigan Athletic          | 2 - 0 Arxivat 2012-03-19 a Wayback Machine. | Stoke City           | 31 de març de 2012 |
| Wolverhampton Wanderers | 2 - 3 Arxivat 2012-03-29 a Wayback Machine. | Bolton Wanderers     | 31 de març de 2012 |
| Newcastle United        | 2 - 0 Arxivat 2012-07-02 a Wayback Machine. | Liverpool            | 01 d'abril de 2012 |
| Tottenham Hotspur       | 3 - 1 Arxivat 2012-04-19 a Wayback Machine. | Swansea City         | 01 d'abril de 2012 |
| Blackburn Rovers        | 0 - 2 Arxivat 2012-03-31 a Wayback Machine. | Manchester United    | 02 d'abril de 2012 |

| Swansea City         | 0 - 2 Arxivat 2012-04-05 a Wayback Machine. | Newcastle United        | 6 d'abril de 2012 |
| Sunderland           | 0 - 0 Arxivat 2012-04-06 a Wayback Machine. | Tottenham Hotspur       | 7 d'abril de 2012 |
| Bolton Wanderers     | 0 - 3 Arxivat 2012-04-09 a Wayback Machine. | Fulham                  | 7 d'abril de 2012 |
| Chelsea              | 2 - 1 Arxivat 2012-04-06 a Wayback Machine. | Wigan Athletic          | 7 d'abril de 2012 |
| Liverpool            | 1 - 1 Arxivat 2012-04-07 a Wayback Machine. | Aston Villa             | 7 d'abril de 2012 |
| Norwich City         | 2 - 2 Arxivat 2012-04-08 a Wayback Machine. | Everton                 | 7 d'abril de 2012 |
| West Bromwich Albion | 3 - 0 Arxivat 2012-04-09 a Wayback Machine. | Blackburn Rovers        | 7 d'abril de 2012 |
| Stoke City           | 2 - 1 Arxivat 2012-04-11 a Wayback Machine. | Wolverhampton Wanderers | 7 d'abril de 2012 |
| Manchester United    | 2 - 0 Arxivat 2012-04-03 a Wayback Machine. | Queens Park Rangers     | 8 d'abril de 2012 |
| Arsenal              | 1 - 0 Arxivat 2012-04-21 a Wayback Machine. | Manchester City         | 8 d'abril de 2012 |

| Everton                 | 4 - 0 Arxivat 2012-04-13 a Wayback Machine. | Sunderland           | 9 d'abril de 2012  |
| Newcastle United        | 2 - 0 Arxivat 2012-04-11 a Wayback Machine. | Bolton Wanderers     | 9 d'abril de 2012  |
| Tottenham Hotspur       | 1 - 2 Arxivat 2012-04-10 a Wayback Machine. | Norwich City         | 9 d'abril de 2012  |
| Aston Villa             | 1 - 1 Arxivat 2012-04-13 a Wayback Machine. | Stoke City           | 9 d'abril de 2012  |
| Fulham                  | 1 - 1 Arxivat 2012-04-03 a Wayback Machine. | Chelsea              | 9 d'abril de 2012  |
| Blackburn Rovers        | 2 - 3 Arxivat 2012-04-09 a Wayback Machine. | Liverpool            | 10 d'abril de 2012 |
| Manchester City         | 4 - 0 Arxivat 2012-04-12 a Wayback Machine. | West Bromwich Albion | 11 d'abril de 2012 |
| Wigan Athletic          | 1 - 0 Arxivat 2012-04-11 a Wayback Machine. | Manchester United    | 11 d'abril de 2012 |
| Wolverhampton Wanderers | 0 - 3 Arxivat 2012-04-19 a Wayback Machine. | Arsenal              | 11 d'abril de 2012 |
| Queens Park Rangers     | 3 - 0 Arxivat 2012-04-13 a Wayback Machine. | Swansea City         | 11 d'abril de 2012 |

| Norwich City         | 1 - 6 Arxivat 2012-04-13 a Wayback Machine. | Manchester City         | 14 d'abril de 2012 |
| Sunderland           | 0 - 0 Arxivat 2012-04-12 a Wayback Machine. | Wolverhampton Wanderers | 14 d'abril de 2012 |
| Swansea City         | 3 - 0 Arxivat 2012-04-14 a Wayback Machine. | Blackburn Rovers        | 14 d'abril de 2012 |
| West Bromwich Albion | 1 - 0 Arxivat 2012-04-14 a Wayback Machine. | Queens Park Rangers     | 14 d'abril de 2012 |
| Manchester United    | 4 - 0 Arxivat 2012-04-13 a Wayback Machine. | Aston Villa             | 15 d'abril de 2012 |
| Arsenal              | 1 - 2 Arxivat 2012-04-14 a Wayback Machine. | Wigan Athletic          | 16 d'abril de 2012 |
| Liverpool            | 0 - 1 Arxivat 2012-04-30 a Wayback Machine. | Fulham                  | 01 de maig de 2012 |
| Stoke City           | 1 - 1 Arxivat 2012-05-01 a Wayback Machine. | Everton                 | 01 de maig de 2012 |
| Chelsea              | 0 - 2 Arxivat 2012-05-01 a Wayback Machine. | Newcastle United        | 02 de maig de 2012 |
| Bolton Wanderers     | 1 - 4 Arxivat 2012-05-01 a Wayback Machine. | Tottenham Hotspur       | 02 de maig de 2012 |

| Arsenal                 | 0 - 0 Arxivat 2012-04-21 a Wayback Machine. | Chelsea              | 21 d'abril de 2012 |
| Aston Villa             | 0 - 0 Arxivat 2012-04-20 a Wayback Machine. | Sunderland           | 21 d'abril de 2012 |
| Blackburn Rovers        | 2 - 0 Arxivat 2012-04-24 a Wayback Machine. | Norwich City         | 21 d'abril de 2012 |
| Bolton Wanderers        | 1 - 1 Arxivat 2012-04-22 a Wayback Machine. | Swansea City         | 21 d'abril de 2012 |
| Fulham                  | 2 - 1 Arxivat 2012-04-14 a Wayback Machine. | Wigan Athletic       | 21 d'abril de 2012 |
| Newcastle United        | 3 - 0 Arxivat 2012-04-30 a Wayback Machine. | Stoke City           | 21 d'abril de 2012 |
| Queens Park Rangers     | 1 - 0 Arxivat 2012-04-22 a Wayback Machine. | Tottenham Hotspur    | 21 d'abril de 2012 |
| Manchester United       | 4 - 4 Arxivat 2012-04-22 a Wayback Machine. | Everton              | 22 d'abril de 2012 |
| Liverpool               | 0 - 1 Arxivat 2012-04-23 a Wayback Machine. | West Bromwich Albion | 22 d'abril de 2012 |
| Wolverhampton Wanderers | 0 - 2 Arxivat 2012-04-19 a Wayback Machine. | Manchester City      | 22 d'abril de 2012 |

| Everton              | 4 - 0 Arxivat 2012-04-26 a Wayback Machine. | Fulham                  | 28 d'abril de 2012 |
| Stoke City           | 1 - 1 Arxivat 2012-05-02 a Wayback Machine. | Arsenal                 | 28 d'abril de 2012 |
| Sunderland           | 2 - 2 Arxivat 2012-05-01 a Wayback Machine. | Bolton Wanderers        | 28 d'abril de 2012 |
| Swansea City         | 4 - 4 Arxivat 2012-05-02 a Wayback Machine. | Wolverhampton Wanderers | 28 d'abril de 2012 |
| West Bromwich Albion | 0 - 0 Arxivat 2012-05-01 a Wayback Machine. | Aston Villa             | 28 d'abril de 2012 |
| Wigan Athletic       | 4 - 0 Arxivat 2012-04-27 a Wayback Machine. | Newcastle United        | 28 d'abril de 2012 |
| Norwich City         | 0 - 3 Arxivat 2012-05-02 a Wayback Machine. | Liverpool               | 28 d'abril de 2012 |
| Chelsea              | 6 - 1 Arxivat 2012-05-04 a Wayback Machine. | Queens Park Rangers     | 29 d'abril de 2012 |
| Tottenham Hotspur    | 2 - 0 Arxivat 2012-05-06 a Wayback Machine. | Blackburn Rovers        | 29 d'abril de 2012 |
| Manchester City      | 1 - 0 Arxivat 2012-05-02 a Wayback Machine. | Manchester United       | 30 d'abril de 2012 |

| Arsenal                 | 3 - 3 Arxivat 2012-05-01 a Wayback Machine. | Norwich City         | 5 de maig de 2012 |
| Newcastle United        | 0 - 2 Arxivat 2012-05-04 a Wayback Machine. | Manchester City      | 6 de maig de 2012 |
| Aston Villa             | 1 - 1 Arxivat 2012-05-05 a Wayback Machine. | Tottenham Hotspur    | 6 de maig de 2012 |
| Bolton Wanderers        | 2 - 2 Arxivat 2012-05-08 a Wayback Machine. | West Bromwich Albion | 6 de maig de 2012 |
| Fulham                  | 2 - 1 Arxivat 2012-05-08 a Wayback Machine. | Sunderland           | 6 de maig de 2012 |
| Queens Park Rangers     | 1 - 0 Arxivat 2012-05-06 a Wayback Machine. | Stoke City           | 6 de maig de 2012 |
| Wolverhampton Wanderers | 0 - 0 Arxivat 2012-05-08 a Wayback Machine. | Everton              | 6 de maig de 2012 |
| Manchester United       | 2 - 0 Arxivat 2012-05-09 a Wayback Machine. | Swansea City         | 6 de maig de 2012 |
| Blackburn Rovers        | 0 - 1 Arxivat 2012-05-08 a Wayback Machine. | Wigan Athletic       | 7 de maig de 2012 |
| Liverpool               | 4 - 1 Arxivat 2012-05-13 a Wayback Machine. | Chelsea              | 8 de maig de 2012 |

| Chelsea              | 2 - 1 Arxivat 2012-05-18 a Wayback Machine. | Blackburn Rovers        | 13 de maig de 2012 |
| Everton              | 3 - 1 Arxivat 2012-05-17 a Wayback Machine. | Newcastle United        | 13 de maig de 2012 |
| Manchester City      | 3 - 2 Arxivat 2012-05-18 a Wayback Machine. | Queens Park Rangers     | 13 de maig de 2012 |
| Norwich City         | 2 - 0 Arxivat 2012-05-11 a Wayback Machine. | Aston Villa             | 13 de maig de 2012 |
| Stoke City           | 2 - 2 Arxivat 2012-05-15 a Wayback Machine. | Bolton Wanderers        | 13 de maig de 2012 |
| Sunderland           | 0 - 1 Arxivat 2012-05-10 a Wayback Machine. | Manchester United       | 13 de maig de 2012 |
| Swansea City         | 1 - 0 Arxivat 2012-05-14 a Wayback Machine. | Liverpool               | 13 de maig de 2012 |
| Tottenham Hotspur    | 2 - 0 Arxivat 2012-05-11 a Wayback Machine. | Fulham                  | 13 de maig de 2012 |
| West Bromwich Albion | 2 - 3 Arxivat 2012-05-14 a Wayback Machine. | Arsenal                 | 13 de maig de 2012 |
| Wigan Athletic       | 3 - 2 Arxivat 2012-05-16 a Wayback Machine. | Wolverhampton Wanderers | 13 de maig de 2012 |

| Sunderland              | 0 - 1 | Newcastle United        | Núm. 2     |
| Arsenal                 | 0 - 2 | Liverpool               | Núm. 2     |
| Manchester United       | 8 - 2 | Arsenal                 | Núm. 3     |
| Manchester United       | 3 - 1 | Chelsea                 | Núm. 5     |
| Everton                 | 0 - 2 | Liverpool               | Núm.Núm. 7 |
| Fulham                  | 6 - 0 | Queens Park Rangers     | Núm.Núm. 7 |
| Tottenham Hotspur       | 2 - 1 | Arsenal                 | Núm.Núm. 7 |
| Liverpool               | 1 - 1 | Manchester United       | Núm. 8     |
| West Bromwich Albion    | 2 - 0 | Wolverhampton Wanderers | Núm. 8     |
| Manchester United       | 1 - 6 | Manchester City         | Núm. 9     |
| Queens Park Rangers     | 1 - 0 | Chelsea                 | Núm. 9     |
| Chelsea                 | 3 - 5 | Arsenal                 | Núm. 10    |
| Chelsea                 | 1 - 1 | Fulham                  | Núm. 18    |
| Arsenal                 | 1 - 2 | Manchester United       | Núm. 22    |
| Chelsea                 | 3 - 3 | Manchester United       | Núm. 24    |
| Manchester United       | 2 - 1 | Liverpool               | Núm. 25    |
| Wolverhampton Wanderers | 1 - 5 | West Bromwich Albion    | Núm. 25    |
| Arsenal                 | 5 - 2 | Tottenham Hotspur       | Núm. 26    |
| Queens Park Rangers     | 0 - 1 | Fulham                  | Núm. 26    |
| Liverpool               | 3 - 0 | Everton                 | Núm. 26    |
| Liverpool               | 1 - 2 | Arsenal                 | Núm. 27    |
| Newcastle United        | 1 - 1 | Sunderland              | Núm. 27    |
| Fulham                  | 1 - 1 | Chelsea                 | Núm. 33    |
| Arsenal                 | 0 - 0 | Chelsea                 | Núm. 35    |
| Chelsea                 | 6 - 1 | Queens Park Rangers     | Núm. 36    |
| Manchester City         | 1 - 0 | Manchester United       | Núm. 36    |

## Golejadors

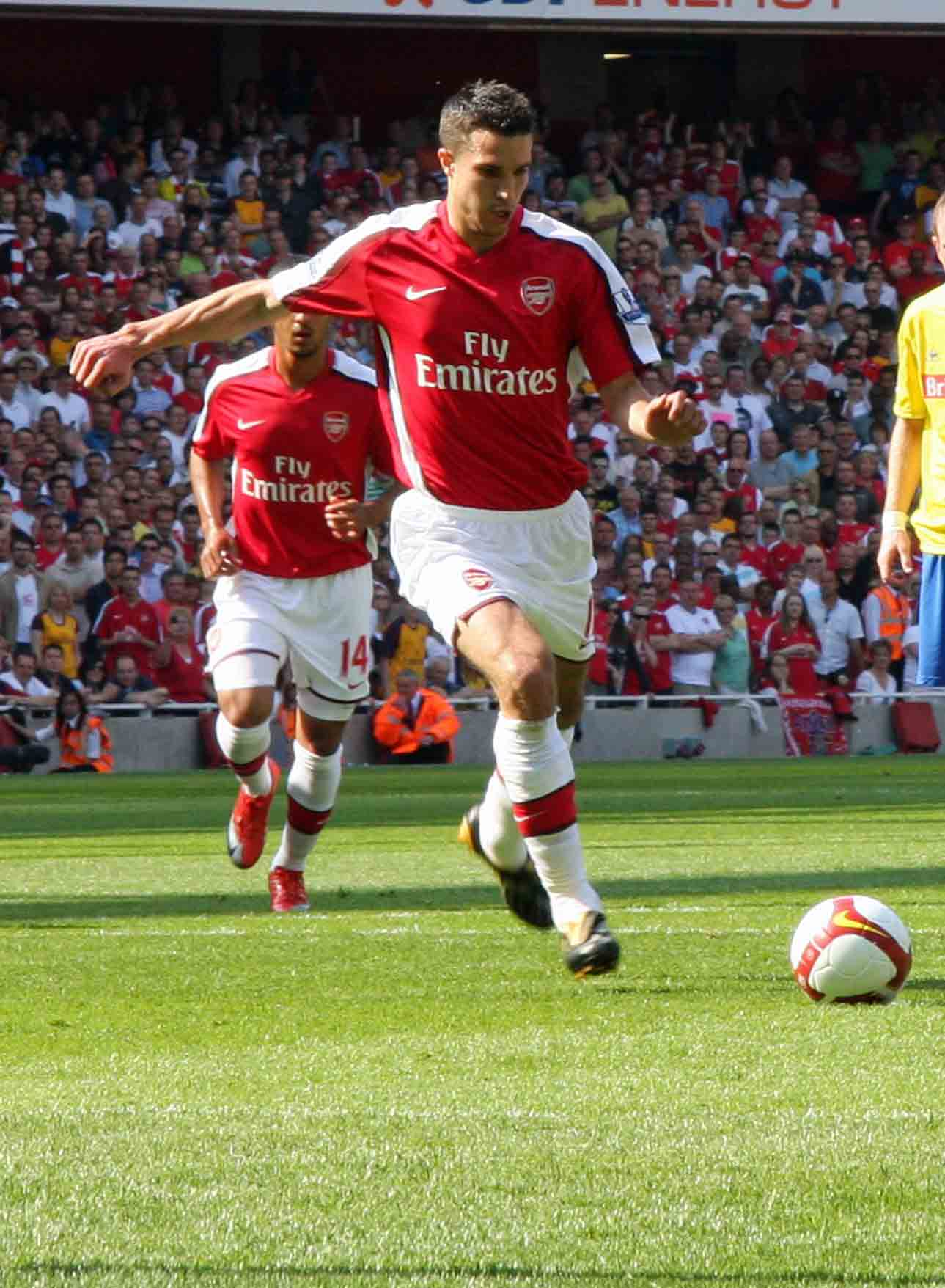
Robin van Persie és el màxim anotador.

| Jugador              | Equip                   | Gols | Partits |
| -------------------- | ----------------------- | ---- | ------- |
| Robin van Persie     | Arsenal                 | 30   | 38      |
| Wayne Rooney         | Manchester United       | 27   | 34      |
| Sergio Agüero        | Manchester City         | 23   | 34      |
| Yakubu Ayegbeni      | Blackburn Rovers        | 17   | 30      |
| Emmanuel Adebayor    | Tottenham Hotspur       | 17   | 33      |
| Clint Dempsey        | Fulham                  | 17   | 37      |
| Demba Ba             | Newcastle United        | 16   | 34      |
| Grant Holt           | Norwich City            | 15   | 36      |
| Edin Džeko           | Manchester City         | 14   | 30      |
| Papiss Cissé         | Newcastle United        | 13   | 14      |
| Mario Balotelli      | Manchester City         | 13   | 23      |
| Steven Fletcher      | Wolverhampton Wanderers | 12   | 32      |
| Danny Graham         | Swansea City            | 12   | 36      |
| Jermain Defoe        | Tottenham Hotspur       | 11   | 25      |
| Daniel Sturridge     | Chelsea                 | 11   | 30      |
| Frank Lampard        | Chelsea                 | 11   | 30      |
| Luis Suárez          | Liverpool               | 11   | 31      |
| Rafael van der Vaart | Tottenham Hotspur       | 11   | 33      |
| Javier Hernández     | Manchester United       | 10   | 28      |
| Peter Odemwingie     | West Bromwich Albion    | 10   | 30      |

## Màxims assistents

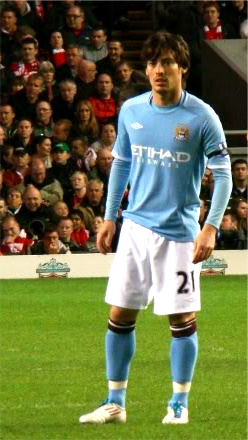
David Silva és el màxim assistent.

| Jugador              | Equip                       | Assistències | Partits |
| -------------------- | --------------------------- | ------------ | ------- |
| David Silva          | Manchester City             | 15           | 36      |
| Antonio Valencia     | Manchester United           | 13           | 27      |
| Juan Mata            | Chelsea                     | 13           | 34      |
| Emmanuel Adebayor    | Tottenham Hotspur           | 11           | 33      |
| Alexandre Song       | Arsenal                     | 11           | 34      |
| Nani                 | Manchester United           | 10           | 29      |
| Gareth Bale          | Tottenham Hotspur           | 10           | 36      |
| Robin van Persie     | Arsenal                     | 10           | 38      |
| Samir Nasri          | Manchester City             | 9            | 31      |
| Stéphane Sessegnon   | Sunderland                  | 9            | 36      |
| Ryan Giggs           | Manchester United           | 8            | 25      |
| Sergio Agüero        | Manchester City             | 8            | 34      |
| Theo Walcott         | Arsenal                     | 8            | 35      |
| Steven Pienaar       | Everton / Tottenham Hotspur | 7            | 16      |
| Ashley Young         | Manchester United           | 7            | 25      |
| Matthew Etherington  | Stoke City                  | 7            | 30      |
| Kevin Doyle          | Wolverhampton Wanderers     | 7            | 33      |
| Wes Hoolahan         | Norwich City                | 7            | 33      |
| Rafael van der Vaart | Tottenham Hotspur           | 7            | 33      |
| Jermaine Pennant     | Stoke City                  | 6            | 33      |

## Campió
| Anglaterra                      |
| Campió Manchester City 3r títol |

## Sancions als jugadors
Actualitzat el 13 de maig de 2012.
| Pos. | Jugador           | Equip               | Amonestacions | Expulsions | Punts | Partits |
| ---- | ----------------- | ------------------- | ------------- | ---------- | ----- | ------- |
| 1    | Joey Barton       | Queens Park Rangers | 10            | 2          | 14    | 33      |
| 2    | Lee Cattermole    | Sunderland          | 10            | 1          | 12    | 23      |
| 3    | Cheick Tioté      | Newcastle United    | 11            | 0          | 11    | 24      |
| 3    | Gary Caldwell     | Wigan Athletic      | 9             | 1          | 11    | 36      |
| 5    | Jason Lowe        | Blackburn Rovers    | 10            | 0          | 10    | 31      |
| 5    | Alexandre Song    | Arsenal             | 10            | 0          | 10    | 34      |
| 5    | Gareth Barry      | Manchester City     | 8             | 1          | 10    | 34      |
| 8    | Scott Parker      | Tottenham Hotspur   | 7             | 1          | 9     | 29      |
| 8    | Karl Henry        | Wolverhampton       | 7             | 1          | 9     | 31      |
| 8    | Ashley Cole       | Chelsea             | 7             | 1          | 9     | 32      |
| 8    | Laurent Koscielny | Arsenal             | 9             | 0          | 9     | 33      |
| 15   | Mario Balotelli   | Manchester City     | 4             | 2          | 8     | 23      |
| 15   | Jonny Evans       | Manchester United   | 6             | 1          | 8     | 29      |
| 15   | Raul Meireles     | Chelsea             | 8             | 0          | 8     | 30      |
| 15   | Craig Gardner     | Sunderland          | 6             | 1          | 8     | 30      |

Font:

## Premis

### Premis mensuals
| Mes      | Tècnic del mes    | Tècnic del mes       | Jugador del mes  | Jugador del mes      | Ref.          |
| Mes      | Tècnic            | Club                 | Jugador          | Club                 | Ref.          |
| -------- | ----------------- | -------------------- | ---------------- | -------------------- | ------------- |
| Agost    | Sir Alex Ferguson | Manchester United    | Edin Džeko       | Manchester City      | [ 7 ] [ 8 ]   |
| Setembre | Harry Redknapp    | Tottenham Hotspur    | David Silva      | Manchester City      | [ 9 ] [ 10 ]  |
| Octubre  | Roberto Mancini   | Manchester City      | Robin Van Persie | Arsenal              | [ 11 ]        |
| Novembre | Harry Redknapp    | Tottenham Hotspur FC | Scott Parker     | Tottenham Hotspur FC | [ 12 ]        |
| Desembre | Martin O'Neill    | Sunderland AFC       | Demba Ba         | Newcastle United     | [ 13 ]        |
| Gener    | Brendan Rodgers   | Swansea City         | Gareth Bale      | Tottenham Hotspur    | [ 14 ] [ 15 ] |
| Febrer   | Arsène Wenger     | Arsenal              | Peter Odemwingie | West Bromwich Albion | [ 16 ]        |
| Març     | Owen Coyle        | Bolton Wanderers     | Gylfi Sigurðsson | Swansea City         | [ 17 ]        |
| Abril    | Robert Martínez   | Wigan Athletic       | Nikica Jelavić   | Everton              | [ 18 ]        |

### Premis anuals

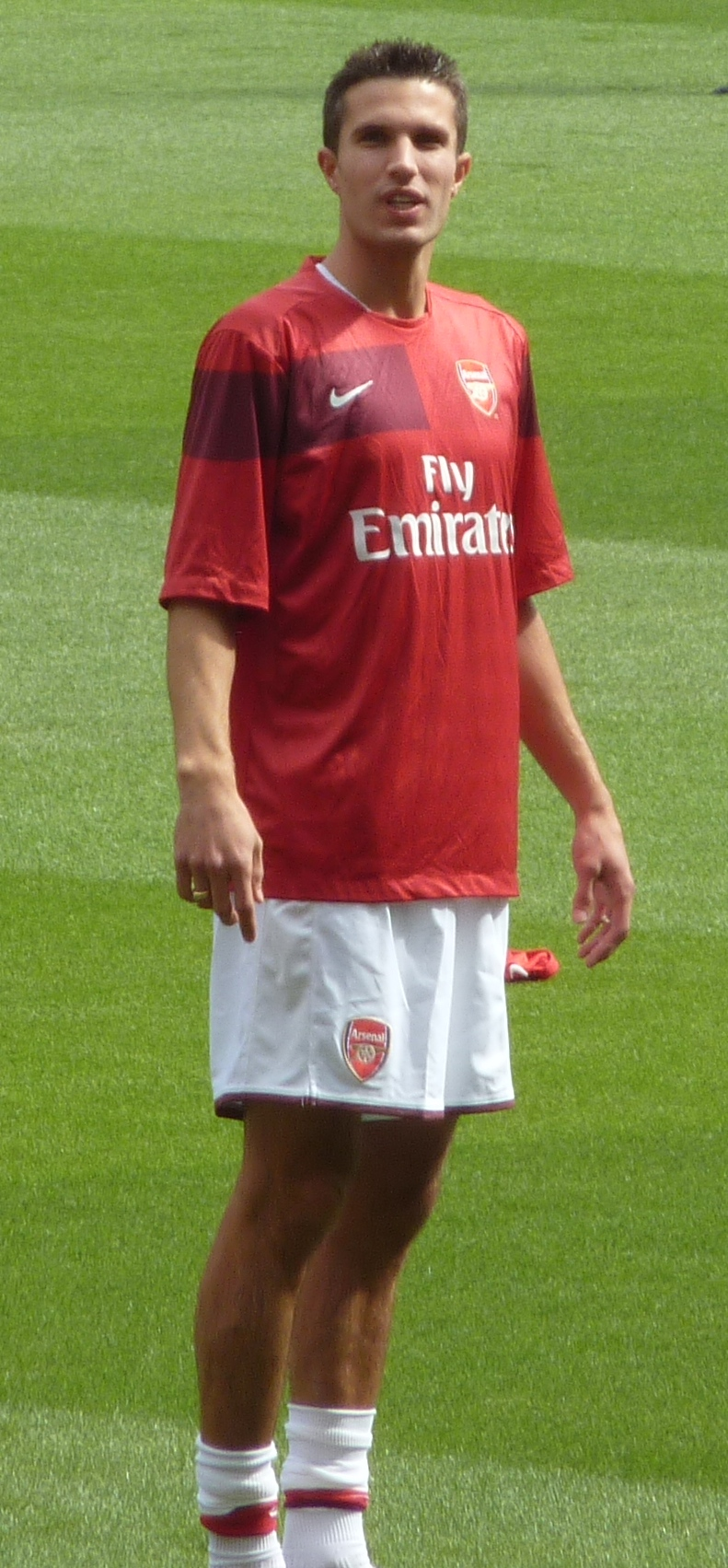
Robin van Persie.

#### PFA Jugador de l'any
El premi PFA al jugador de l'any se'l va endur el gunner i actual golejador d'aquesta temporada, el neerlandès Robin van Persie, superant als red devils Wayne Rooney i Danny Welbeck, als citizens Joe Hart, David Silva i Sergio Agüero, i lspur Scott Parker.

#### FWA Futbolista de l'any
El guanyador del premi lliurat per l'Associació d'Escriptors de Futbol (en anglès: Football Writers' Association, FWA) també va ser el davanter Robin van Persie, superant als jugadors del Manchester United Wayne Rooney i Paul Scholes (segon i tercer lloc respectivament).

#### PFA Jugador Jove de l'any
El premi PFA al jugador jove de l'any se'l va endur el jove lateral dret del Tottenham Hotspur, Kyle Walker.

#### Premi al Fair-Play
Aquest és un premi que es lliura a l'equip considerat com el "més esportiu". Al 24 de març de 2012, en l'última versió publicada pel sitio web oficial Arxivat 2014-07-16 a Wayback Machine. de la Barclays Premier League, el Swansea City es trobava en el primer lloc de la taula i el Stoke City en l'últim lloc.

#### PFA Equip de l'any
LEquip de l'any (també conegut com l'Onze ideal o lEquip ideal) és un premi que se li dona als millors 11 jugadors de la Premier League (també a 11 futbolistes de totes les divisions del Fútbol d'Anglaterra) els quals són elegits per tots els jugadors de la Premier League.
Aquest any la formació va ser un 4-4-2, en la qual es veu un clar domini dels equips de la Ciudad de Manchester: Manchester City i Manchester United, que van aportar 5 jugadors (quatre jugadors i un jugador, respectivament). Els segueix Londres, amb l'Arsenal i el Tottenham Hotspur, que van aportar 4 jugadors (tres i un, respectivament). I per completar la llista estan l'Everton de Liverpool, i el Newcastle United de Newcastle (que van aportar un jugador cada un).
La llista aquesta conformada per:
| Pos.   | Jugador            | Equip             | Partits | Gols  | Ref.   |
| ------ | ------------------ | ----------------- | ------- | ----- | ------ |
| ARQ    | Joe Hart           | Manchester City   | 35      | (-27) | [ 26 ] |
| DEF    | Vincent Kompany    | Manchester City   | 28      | 2     | [ 26 ] |
| DEF    | Fabricio Coloccini | Newcastle United  | 32      | 0     | [ 27 ] |
| LAT LD | Kyle Walker        | Tottenham Hotspur | 34      | 2     | [ 28 ] |
| LAT LI | Leighton Baines    | Everton           | 32      | 4     | [ 29 ] |
| MC     | Yaya Touré         | Manchester City   | 28      | 4     | [ 26 ] |
| MC     | Scott Parker       | Tottenham Hotspur | 28      | 0     | [ 28 ] |
| VOL    | David Silva        | Manchester City   | 30      | 6     | [ 26 ] |
| VOL    | Gareth Bale        | Tottenham Hotspur | 33      | 9     | [ 28 ] |
| DEL    | Wayne Rooney       | Manchester United | 29      | 26    | [ 30 ] |
| DEL    | Robin van Persie   | Arsenal           | 35      | 28    | [ 31 ] |

## Fitxatges

### Fitxatges més cars del mercat d'estiu
| Pos. | Jugador         | Club de destí     | Club d'origen      | Preu (€)   | Ref.   |
| ---- | --------------- | ----------------- | ------------------ | ---------- | ------ |
| 1r   | 'Kun' Agüero    | Manchester City   | Atlético de Madrid | 45.000.000 | [ 32 ] |
| 2n   | Juan Mata       | Chelsea           | València CF        | 28.000.000 | [ 33 ] |
| 3r   | Phil Jones      | Manchester United | Blackburn Rovers   | 25.000.000 | [ 34 ] |
| 4t   | Stewart Downing | Liverpool         | Aston Villa        | 23.000.000 | [ 35 ] |
| 5è   | Romelu Lukaku   | Chelsea           | RSC Anderlecht     | 22.000.000 | [ 36 ] |

### Fitxatges més cars del mercat d'hivern
| Pos. | Jugador         | Club de destí    | Club d'origen    | Preu (€)   | Ref.   |
| ---- | --------------- | ---------------- | ---------------- | ---------- | ------ |
| 1r   | Papiss Cissé    | Newcastle United | SC Freiburg      | 10.500.000 | [ 37 ] |
| 2n   | Gary Cahill     | Chelsea          | Bolton Wanderers | 8.500.000  | [ 38 ] |
| 3r   | Kevin De Bruyne | Chelsea          | KRC Genk         | 8.000.000  | [ 39 ] |
| 4t   | Nikica Jelavić  | Everton          | Rangers FC       | 6.500.000  | [ 40 ] |
| 5è   | Lucas Piazón    | Chelsea          | São Paulo        | 5.300.000  | [ 41 ] |

## Rècords i estadístiques
| - Més gols en un partit: 10 gols - Manchester United 8 - 2 Arsenal (Jornada 3) - Major golejada local: 6 gols - Manchester United 8 - 2 Arsenal (Jornada 3) - Fulham 6 - 0 Queens Park Rangers (Jornada 7) - Arsenal 7 - 1 Blackburn Rovers (Jornada 24) - Major golejada visitant: 5 goles - Bolton Wanderers 0 - 5 Manchester United (Jornada 4) - Manchester United 1 - 6 Manchester City (Jornada 9) - Fulham 0 - 5 Manchester United (Jornada 17) - Wolverhampton Wanderers 0 - 5 Manchester United (Jornada 29) - Norwich City 1 - 6 Manchester City (Jornada 34) Font: | - Ratxa més llarga de victòries: 8 victòries consecutives - Manchester United (Jornada 25 – 32) - Ratxa més llarga de partits sense perdre: 14 partits consecutius - Manchester City (Jornada 01 – 14) - Ratxa més llarga de derrotes: 8 derrotes consecutives - Wigan Athletic (Jornada 04 – 11) - Ratxa més llarga de partits sense guanyar: 14 partits consecutius - Wolverhampton Wanderers (Jornada 25 – 38) Font: |

| Jugador          | Equip             | Rival            | Resultat                                    | Data    |
| ---------------- | ----------------- | ---------------- | ------------------------------------------- | ------- |
| Wayne Rooney     | Manchester United | Arsenal          | 8 – 2                                       | Data 3  |
| Sergio Agüero    | Manchester City   | Wigan Athletic   | 3 – 0                                       | Data 4  |
| Wayne Rooney     | Manchester United | Bolton Wanderers | 5 – 0                                       | Data 4  |
| Demba Ba         | Newcastle United  | Blackburn Rovers | 3 – 1                                       | Data 6  |
| Frank Lampard    | Chelsea           | Bolton Wanderers | 5 – 1                                       | Data 7  |
| Andrew Johnson   | Fulham            | QPR              | 6 – 0                                       | Data 7  |
| Robin van Persie | Arsenal           | Chelsea          | 5 – 3                                       | Data 10 |
| Demba Ba         | Newcastle United  | Stoke City       | 3 – 1                                       | Data 10 |
| Dimitr Berbàtov  | Manchester United | Wigan Athletic   | 5 – 0                                       | Data 18 |
| Clint Dempsey    | Fulham            | Newcastle United | 5 - 2                                       | Data 22 |
| Robin van Persie | Arsenal           | Blackburn Rovers | 7 - 1 Arxivat 2012-02-04 a Wayback Machine. | Data 23 |
| Peter Odemwingie | West Bromwich     | Wolverhampton    | 1 - 5                                       | Data 25 |
| Pável Pogrebniak | Fulham            | Wolverhampton    | 5 - 0                                       | Data 27 |
| Steven Gerrard   | Liverpool         | Everton          | 3 - 0                                       | Data 26 |
| Carlos Tévez     | Manchester City   | Norwich City     | 6 - 1                                       | Data 34 |
| Luis Suárez      | Liverpool         | Norwich City     | 3 - 0                                       | Data 36 |
| Fernando Torres  | Chelsea           | QPR              | 6 - 1                                       | Data 36 |

| Jugador          | Equip            | Rival             | Resultat | Data    |
| ---------------- | ---------------- | ----------------- | -------- | ------- |
| Edin Džeko       | Manchester City  | Tottenham Hotspur | 5–1      | Data 3  |
| Yakubu Aiyegbeni | Blackburn Rovers | Swansea City      | 4–2      | Data 14 |